# Recensement de la Grèce de 1856
Le recensement de la population de 1856 (en grec moderne : Ελληνική απογραφή του 1856) est le quatorzième recensement officiel du royaume de Grèce. La population totale du pays s’élève à 1 062 627 habitants tandis que sa superficie est de 47 516 km2. Le royaume comprend le Péloponnèse, la Grèce-Centrale et les Cyclades. La densité de population atteint 22,3 habitants par kilomètre carré. En ce qui concerne la population, on constate une augmentation de 20 000 habitants par rapport au recensement précédent. En outre, selon ce recensement, il est constaté que seulement 6,8 % de la population vit dans des centres urbains, tandis que 12,6 % et 80,6 % constituent respectivement la population semi-urbaine et urbaine. Le recensement a été effectué à l'aide de registres nominatifs.
Alors que les résultats officiels de l'époque indiquent une population totale de 1 062 627 habitants, en 1858, les tableaux publiés dans la Gazette du Gouvernement indiquent une population portée à 1 067 216 habitants. Mansólas rapporte qu'après un audit du ministère de l'intérieur, il s'est avéré que ce chiffre était incorrect.